# George Schoener
George Schoener (também Georg Schöner; Steinach (Ortenaukreis), 21 de março de 1864 – 2 de outubro de 1941) foi um sacerdote católico alemão, conhecido nos Estados Unidos como o "Pai das Rosas", por seus experimentos com a cultura de rosas, especialmente no uso de espécies selvagens. Somente duas de suas criações sobrevivem atualmente: Arrilaga e Nutkana.

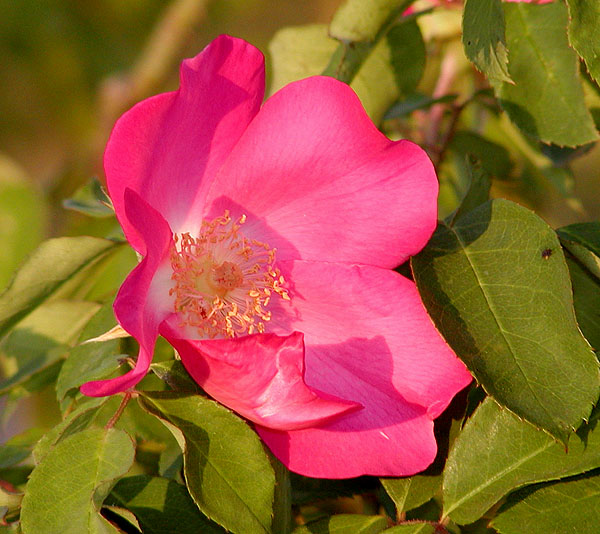
A rosa cultivada Nutkana, introduzida em 1930